# Herzberg (Mark)
Herzberg é um município da Alemanha, situado no distrito de Ostprignitz-Ruppin, no estado de Brandemburgo. Tem 18,57 km² de área, e sua população em 2019 foi estimada em 617 habitantes.